# Sychnacedes perroti
Sychnacedes perroti is een vlinder uit de familie spinneruilen (Erebidae), onderfamilie donsvlinders (Lymantriinae). De wetenschappelijke naam van deze soort is voor het eerst geldig gepubliceerd in 1922 door Oberthür.
De soort komt voor in tropisch Afrika.